# Владимир Ђорђевић (редитељ)
Владимир Ђорђевић Влада (Ниш, 16. октобар 1977) српски је телевизијски и филмски редитељ, сценариста, писац и видео уметник. 
Студирао је филмску и телевизијску режију на Националној академији за позориште и филм у Софији. Један је од пионира видео џокејинга у Србији. 
Аутор је документарних филмова и телевизијских серијала. За филм "Олга" награђен је наградом за најбољи краткометражни играни филм на 69. Београдском фестивалу документарног и краткометражног филма - Мартовском фестивалу.

## Филмографија
| Година: | Назив                                 |
| ------- | ------------------------------------- |
| 2022.   | Олга (краткометражни играни)          |
| 2017.   | Ниш ратна престоница (документарни)   |
| 2016.   | Прича о слободи (документарни)        |
| 2015.   | Важност слободе медија (документарни) |